# Le Garçon enchanté
Pour plus de détails, voir Fiche technique et Distribution.
Le Garçon enchanté (en russe : Заколдованный мальчик est un long métrage d'animation soviétique de Vladimir Polkovnikov et Alexandra Snejko-Blotskaïa, sorti en 1955.

## Synopsis
Un nain a jeté un sort à Nils, un jeune garnement, qui est entraîné en Laponie avec un vol d'oies sauvages. Au cours de ce périlleux voyage, il est amené à faire une série de bonnes actions, tout en recherchant celui qui pourrait le libérer de sa malédiction.

## Commentaire
Le film s'inspire du conte de Selma Lagerlöf, Le Merveilleux Voyage de Nils Holgersson à travers la Suède.

## Fiche technique
- Titre original : Zakoldovannyj maltchik[1] / Заколдованный мальчик
- Titre français en traduction automatique : Le Garçon enchanté
- Réalisation : Vladimir Polkovnikov et Alexandra Snejko-Blotskaïa
- Directeur artistique : Roman Katchanov
- Photographie : Mikhaïl Drouïan
- Scénario : Mikhaïl Volpine
- Musique :  Vladimir Yourovsky
- Production : Soyouzmoultfilm
- Pays d'origine : URSS
- Technique : dessin animé
- Genre : film d'animation
- Format : couleur
- Durée : 45 minutes
- Date de sortie : 1955

## Distribution (voix)
- Valentina Sperantova : Nils
- Alekseï Konsovski : Ermenrikh la cigogne
- Tatiana Stroukova : cane Akka de Kebnekaïse
- Anatoli Koubatski : le nain
- Erast Garine : Martin le jars
- Gueorgui Vitsine : Rosenbaum
- Sergueï Martinson : le rat
- Gueorgui Milliar : l'oie
- Vladimir Erchov : roi de Bronze
- Youlia Youlskaïa : les écureuils